# آندریا ماسترلی
آندریا ماسترلی (انگلیسی: Andrea Maestrelli؛ زادهٔ ۲۰ اکتبر ۱۹۹۱) بازیکن فوتبال است.
از باشگاه‌هایی که در آن بازی کرده‌است می‌توان به باشگاه فوتبال پروجا اشاره کرد.